# Verim (Galiza)

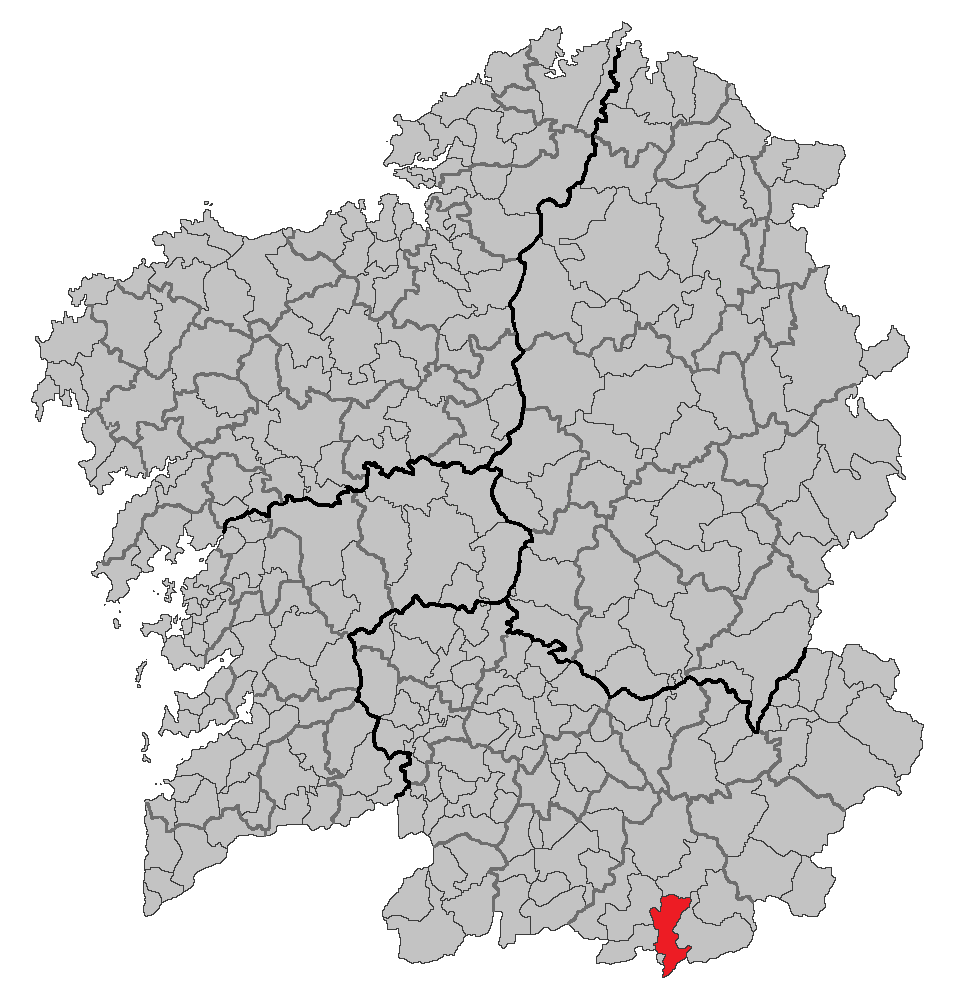
Localização de Verín na Galiza.

Verim (Verín) é um município raiano da Espanha na província 
de Ourense, 
comunidade autónoma da Galiza, de área 93,9 km² com 
população de 13991 habitantes (2007) e densidade populacional de 144,31 hab/km².

## Demografia
| Variação demográfica do município entre 1991 e 2004 | Variação demográfica do município entre 1991 e 2004 | Variação demográfica do município entre 1991 e 2004 | Variação demográfica do município entre 1991 e 2004 |
| --------------------------------------------------- | --------------------------------------------------- | --------------------------------------------------- | --------------------------------------------------- |
| 1991                                                | 1996                                                | 2001                                                | 2004                                                |
| 11279                                               | 12271                                               | 12917                                               | 13585                                               |

Verim fica situada numa região montanhosa.

## Economia
O município vive da actividade agrícola que é muito próspera devido ao clima húmido que existe por toda a região da Galiza

## Monumentos
Nas proximidades de este município existe o notável Castelo de Monterrei, do século XIV, diante do qual existe um Parador Nacional (pousada).
- Fotografía Panorámica de Verín en ALTA DEFINICIÓN - Desde "Pozo do Demo"